# 桜井理人
桜井 理人（さくらい まさと、1997年11月14日 - ）は、日本のプロバスケットボール選手。
神奈川県出身。ポジションはPG・SG。B3リーグ・しながわシティ所属。

## 来歴
大坂台ミニバスケットボールチーム、南戸塚中学校、横浜高等学校を経て桐蔭横浜大学に入学。大学では2018年シーズン関東大学3部リーグで得点王・スティール王となる。2019年シーズン関東大学3部リーグではアシスト王となる。
大学卒業後トライアウトなどでプロ入りを目指すが3年間所属することができず。クラウドファンディングを利用して、スペインでバスケ修行をする。
2023年しながわシティに練習生を経て入団し、プロバスケットボール選手となる。現在はしながわシティに所属している。

## 個人成績
| シーズン   | チーム | GP | GS | MPG | FG%   | 3P%   | FT%  | RPG | APG | SPG | BPG | TO  | PPG |
| ---------- | ------ | -- | -- | --- | ----- | ----- | ---- | --- | --- | --- | --- | --- | --- |
| B3 2023-24 | 品川   | 9  | 0  | 4.6 | 26.3% | 15.4% | 0.0% | 0.2 | 0.4 | 0.1 | 0.1 | 0.2 | 1.3 |